# Rättsläkare
En rättsläkare eller rättsmedicinare är en läkare som har genomgått specialistutbildning i rättsmedicin. En rättsläkare utför rättsmedicinska obduktioner på uppdrag av polismyndigheterna och biträder dessa vid identifiering av avlidna. Rättsläkaren gör även kroppsundersökningar av levande personer som till exempel varit utsatta för eller gjort sig skyldiga till misshandel eller sexuella övergrepp. Rättsläkaren medverkar i brottsplatsundersökningar och uppträder som sakkunnig i domstol. Dessutom avger rättsläkaren yttranden i komplicerade ärenden som rör skador och hur dessa uppkommit.